# Primátor Budapešti

Znak hlavního města Budapešti

Primátor hlavního města Budapešti, maďarsky:Budapest főpolgármestere, je nejvyšší představitel města. Kancelář primátora města byla obnovena roku 1990. Od roku 1994 je volen občany přímo v komunálních volbách, které se konají každé čtyři roky vždy na podzim (na jaře téhož roku jsou volby parlamentní).

## Historie (1873–1945)
| Primátoři - Károly Ráth (1873–1897) - József Márkus (1897–1906) - Kálmán Fülepp (1906–1912) - Ferenc Heltai (1913) - István Bárczy (1913–1919) - Jenő Sipőcz (1920–1923) - Kálmán Terstyánszky (1924) - Ferenc Ripka (1924–1932) - Aladár Huszár (1932–1934) - Ferenc Borvendég (1934) - Jenő Sipőcz (1934–1937) - Jenő Karafiáth (1937–1942) - Tivadar Homonnay (1942–1944) - Tibor Keledy (1944) - Gyula Mohay (1944–1945) - János Csorba (1945) | Starostové - Károly Kamermayer (1873–1896) - József Márkus (1896–1897) - János Halmos (1897–1906) - István Bárczy (1906–1918) - Tivadar Bódy (1918–1920) - Jenő Sipőcz (1920–1934) - Károly Szendy (1934–1944) - Ákos Dorogi Farkas (1944–1945) - János Csorba (1945) - Zoltán Vas (1945) - József Kővágó (1945–1947) - József Bognár (1947–1949) - Kálmán Pongrácz (1949–1950) |

## Od roku 1990
Po pádu komunismu byla v roce 1990 opět zřízena kancelář primátora hlavního města. Prvním primátorem od roku 1945 se stal Gábor Demszky (SZDSZ).

### Seznam primátorů
- Gábor Demszky (1990–2010)
- István Tarlós (2010–2019)
- Gergely Karácsony (od 2019)

## Volby

### 1990
V roce 1990 voliči volili jen složení zastupitelstva a primátor byl volen až zastupitelstvem. Přesto se však objevilo pět kandidátů na primátora: Gábor Demszky (SZDSZ), Etelka Barsiné Pataki (MDF), Klára Ungár (Fidesz), Sándor Rácz (FKGP), Endre Borbély (MSZDP). Jelikož provázela volby malá účast – první kolo 37,4%, druhé kolo 34,9%. 
Druhé kolo výsledků:
- SZDSZ: 25 mandátů (34,68%)
- MDF: 20 mandátů (27,35%)
- Fidesz: 13 mandátů (18,16%)
- MSZP: 5 mandátů (7,25%)
- KDNP: 3 mandátů (4,95%)

Ve druhém kole došlo k dohodě Fidesz a SZDSZ, kdy Fidesz podpořil Demszkyho, který se tak stal prvním primátorem. 

### 1994
Vládní koalice MSZP-SZDSZ rozhodla o změně zákona a od roku 1994 jsou tak starostové, včetně primátora Budapešti, voleni přímo.
| Kandidát       | Politický subjekt | Počet hlasů | Počet hlasů v % |
| -------------- | ----------------- | ----------- | --------------- |
| Gábor Demszky  | SZDSZ             | 215 374     | 36,28%          |
| János Latorcai | Fidesz, MDF, KDNP | 168 731     | 28,42%          |
| Etele Baráth   | MSZP              | 155 365     | 26,17%          |
| János Szabó    | FKGP-MIÉP         | 33 651      | 5,66%           |
| Pál Kollát     | MKMP              | 12 767      | 2,15%           |
| György Magyar  | KP-VP             | 7 706       | 1,29%           |
| Celkem         |                   | 593 5941    | 100%            |

1Pouze platné hlasovací lístky. Počet neplatných hlasovacích lístků: 6 888
- Zdroj: Főpolgármester-választások eredményei – 1994-2006 (vokscentrum.hu)

### 1998
| Kandidát       | Politický subjekt       | Počet hlasů | Počet hlasů v % |
| -------------- | ----------------------- | ----------- | --------------- |
| Gábor Demszky  | SZDSZ                   | 373 969     | 58,22%          |
| János Latorcai | Fidesz, MDF, MDNP, FKGP | 250 335     | 38,97%          |
| Pál Kollát     | MKMP                    | 18 008      | 2,80%           |
| Celkem         |                         | 642 3121    | 100%            |

1Pouze platné hlasovací lístky. Počet neplatných hlasovacích lístků: 9 527
- Zdroj: 1998-as főpolgármester-választás eredményei (valasztas.hu)

### 2002
| Kandidát            | Politický subjekt         | Počet hlasů | Počet hlasů v % |
| ------------------- | ------------------------- | ----------- | --------------- |
| Gábor Demszky       | SZDSZ                     | 348 534     | 46,70%          |
| Pál Schmitt         | Nezávislí, podpora Fidesz | 267 563     | 35,85%          |
| Gy. Németh Erzsébet | MSZP                      | 98 289      | 13,17%          |
| István Csurka       | MIÉP                      | 24 341      | 3,26%           |
| György Droppa       | Centrum                   | 4 404       | 0,59%           |
| Lajosné Karacs      | MKMP                      | 3 121       | 0,42%           |
| Celkem              |                           | 746 2521    | 100%            |

1Pouze platné hlasovací lístky. Počet neplatných hlasovacích lístků: 7 502
- Zdroj: 2002-es főpolgármester-választás eredményei (valasztas.hu)

### 2006
| Kandidát      | Politický subjekt         | Počet hlasů | Počet hlasů v % |
| ------------- | ------------------------- | ----------- | --------------- |
| Gábor Demszky | SZDSZ – MSZP              | 362 289     | 46,86%          |
| István Tarlós | Nezávislí, podpora Fidesz | 349 412     | 45,20%          |
| Kálmán Katona | MDF                       | 46 367      | 6,00%           |
| László Zsinka | MIÉP                      | 10 791      | 1,40%           |
| Péter Székely | MKMP                      | 4 212       | 0,54%           |
| Celkem        |                           | 773 0711    | 100%            |

1Pouze platné hlasovací lístky. Počet neplatných hlasovacích lístků: 10 579
- Zdroj: 2006-os főpolgármester-választás eredményei (valasztas.hu)

### 2010
| Kandidát      | Politický subjekt | Počet hlasů | Počet hlasů v % |
| ------------- | ----------------- | ----------- | --------------- |
| István Tarlós | Fidesz-KDNP       | 321 908     | 53,37%          |
| Csaba Horváth | MSZP              | 177 783     | 29,47%          |
| Benedek Jávor | LMP               | 59 638      | 9,89%           |
| Gábor Staudt  | Jobbik            | 43 839      | 7,27%           |
| Celkem        |                   | 603 1681    | 100%            |

1Pouze platné hlasovací lístky. Počet neplatných hlasovacích lístků: 7 796
- Zdroj: 2010-es főpolgármester-választás eredményei (valasztas.hu)

### 2014
| Kandidát      | Politický subjekt              | Počet hlasů | Počet hlasů v % |
| ------------- | ------------------------------ | ----------- | --------------- |
| István Tarlós | Fidesz-KDNP                    | 290 675     | 49,06%          |
| Lajos Bokros  | MoMa, podpora DK, Együtt, MSZP | 213 550     | 36,04%          |
| Gábor Staudt  | Jobbik                         | 42 093      | 7,1%            |
| Antal Csárdi  | LMP                            | 33 689      | 5,69%           |
| Zoltán Bodnár | MLP                            | 12 461      | 2,1%            |
| Celkem        |                                | 592 4681    | 100%            |

1Pouze platné hlasovací lístky. Počet neplatných hlasovacích lístků: 11 563

### 2019
| Kandidát          | Politický subjekt                                | Počet hlasů | Počet hlasů v % |
| ----------------- | ------------------------------------------------ | ----------- | --------------- |
| Gergely Karácsony | Momentum-DK-MSZP-Párbeszéd-LMP-MLP               | 353 593     | 50,86%          |
| Tarlós István     | Fidesz-KDNP                                      | 306 608     | 44,1%           |
| Puzsér Róbert     | Független (Állampolgárok a Centrumban Egyesület) | 30 972      | 4,46%           |
| Berki Krisztián   | Független                                        | 4 045       | 0,58%           |
| Celkem            |                                                  | 695 2181    | 100%            |

1Pouze platné hlasovací lístky. Počet neplatných hlasovacích lístků: 8 388

### 2024
| Kandidát               | Podporující subjekty | Hlasy   | Hlasy | Výsledek |
| Kandidát               | Podporující subjekty | Počet   | %     | Výsledek |
| ---------------------- | --- | ------- | ----- | -------- |
| Gergely Karácsony      | Dialog – Strana zelených, Demokratická koalice, Maďarská socialistická strana, Momentum Mozgalom                                                         | 371 466 | 47,53 | Ano      |
| Dávid Vitézy           | Vitézy Dáviddal Budapestért, LMP – Zelená strana Maďarska, Jobbik – Konzervativci, Fidesz – Maďarská občanská unie, Křesťanskodemokratická lidová strana | 371 142 | 47,49 | Ne       |
| András Grundtner       | Hnutí Naše vlast | 38 942  | 4,98  | Ne       |
| Alexandra Szentkirályi | Fidesz – Maďarská občanská unie, Křesťanskodemokratická lidová strana                                                                                    | 0       | 0,00  | Ne       |
| Neplatné hlasy         | Neplatné hlasy | 24 592  |       |          |
| Platné hlasy           | Platné hlasy | 781 550 |       |          |
| Celkem hlasovalo       | Celkem hlasovalo | 806 142 |       |          |